# Glaciar Aagaard
El glaciar Aagaard (66°46′S 64°31′O / -66.767, -64.517), también conocido como glaciar Alderete, es un glaciar en la Antártida con una longitud de 13 km. Se encuentra al este del glaciar Gould y se extiende hacia el sur en la dirección de Mill Inlet, en la costa este de la Tierra de Graham. El relevamiento del glaciar fue realizado en diciembre de 1947 por Falkland Islands Dependencies Survey (FIDS) y las fotografías aéreas fueron realizadas por la Ronne Antarctic Research Expedition. El glaciar Aagaard fue nombrado por FIDS en honor de Bjarne Aagaard, una autoridad noruega sobre la caza de ballenas y la exploración de la Antártida.